# Viana de Assis
Antônio Fernandes Viana de Assis, advogado, empresário e político brasileiro, nasceu em setembro de 1934. Ainda jovem, participou de movimentos estudantis. Em 1958, elegeu-se deputado estadual. Foi comodoro do Iate Clube de Aracaju e primeiro presidente do Rotary Club Aracaju Norte, o segundo clube rotário em terras sergipanas. Foi prefeito de Aracaju entre 1988 e 1989, substituindo Jackson Barreto, de quem era vice. Foi filiado ao PMDB. Faleceu em 21 de junho de 2010 vítima de acidente vascular cerebral (AVC